# Zbigniew Wysocki
Zbigniew Wysocki (ur. 12 lutego 1940 w Baranowiczach, zm. 23 stycznia 2021 w Gdyni) – polski inżynier okrętownik, polityk i urzędnik państwowy, w 2006 podsekretarz stanu w Ministerstwie Transportu i Budownictwa.

## Życiorys
Syn Mieczysława i Janiny. Absolwent Państwowej Szkoły Morskiej w Gdyni (1960) i kierunku mechanicznego na wydziale budowy okrętów Politechniki Gdańskiej (1973). W 1974 uzyskał dyplom oficera okrętowego I klasy. W latach 1961–1978 pracownik Polskich Linii Oceanicznych (m.in. sekcji zagranicznej i inspektoratu nadzoru technicznego). W latach 90. pracował w przedsiębiorstwie branży morskiej, a od 2002 jako podinspektor w Departamencie Infrastruktury i Gospodarki Pomorskiego Urzędu Wojewódzkiego (z końcem 2005 roku odszedł na emeryturę). Wypowiadał się jako ekspert tematyki gospodarki morskiej w Radiu Maryja. Był współzałożycielem, działaczem i przewodniczącym Rady Naczelnej Polskiego Stowarzyszenia Morskiego – Gospodarczego im. Eugeniusza Kwiatkowskiego; organizował konferencje naukowe branży morskiej.
Należał do Ruchu Odbudowy Polski, w 1997 otwierał jego słupską listę okręgową w wyborach do Sejmu. Działał w Ruchu Patriotycznym, współtworzył partię Organizacja Narodu Polskiego – Liga Polska. W 2005 kandydował do Senatu w okręgu nr 25 z ramienia Domu Ojczystego, zajął 14. miejsce wśród 16 kandydatów.
1 lutego 2006 powołany na stanowisko wiceministra transportu i budownictwa, odpowiedzialnego za gospodarkę morską i rybołówstwo. 6 maja tego samego roku odwołany ze stanowiska. W 2010 kandydował bez powodzenia do sejmiku pomorskiego z listy Prawa i Sprawiedliwości.

## Odznaczenia
W 2017 został odznaczony Krzyżem Kawalerskim Orderu Odrodzenia Polski.